# El Mojal
El Mojal es una localidad española del municipio de Navás, perteneciente a la provincia de Barcelona, en la comunidad autónoma de Cataluña.

## Toponimia
El lugar puede encontrarse referido como El Mojal, Mojal, El Mujal y Mujal.

## Historia
Hacia mediados del siglo XIX, el lugar, por entonces con ayuntamiento propio, tenía contabilizada una población de 65 habitantes. Aparece descrito en el undécimo volumen del Diccionario geográfico-estadístico-histórico de España y sus posesiones de Ultramar de Pascual Madoz con las siguientes palabras:

MOJAL: l. con ayunt. en la prov., aud. terr., c. g. de Barcelona (9 leg.), part. jud. de Manresa (3 1/2), dióc. de Solsona. sit. en terreno montuoso, con buena ventilacion y clima sano. Tiene 20 casas; y una igl. parr. (Sta. Cruz) servida por un cura de segundo ascenso de patronato real. El térm. confina con Meroja, San Cugat, Balsareny. El terreno es montuoso, de mediana calidad; le cruzan varios caminos locales. prod.: trigo y legumbres, cria ganado y caza de distintas especies. pobl.: 13 vec., 65 almas.
(Madoz, 1848, p. 454)

El municipio desapareció de cara al censo de 1857, al incorporarse al de Castelladral. En 2024, la entidad singular de población de El Mojal tenía empadronados 61 habitantes, de los que 40 lo estaban en el núcleo de población de ese nombre y los 21 restantes en diseminado.